# Ptilostemon niveus
Ptilostemon niveus là một loài thực vật có hoa trong họ Cúc. Loài này được (Presl) Greuter miêu tả khoa học đầu tiên năm 1967.